# Рабинович, Исроэл
Исроэл Рабинович (1894, Бытень, Гродненской губернии — 1964, Монреаль) — канадский еврейский музыкант, писатель и поэт-песенник. Главный редактор ежедневной газеты на идише «Кенедер Одлер» (Монреаль).

## Биография
Родился в местечке Бытень в семье балагура и клезмера Мойше Давида Рабиновича и Фейги Зарницкой. Получил традиционное еврейское образование в местном хедере. В возрасте 13 лет начал играть на бубне, затем на скрипке в ансамбле клезмеров. Сочинял свои собственные песни. После эмиграции в Монреаль в 1911, продолжил сочинять музыку.

С 1918 сотрудничал в ежедневной газете на идише «Кенедер Одлер» (c 1924 по 1964 год — главный редактор). Один из основателей публичной еврейской библиотеки в Монреале. Первый президент Еврейского музыкального совета Монреаля.

### Произведения
- «Jewish Music: Ancient and Modern» (1940)
- «The Jewish School Problem in Quebec» (1926)